# Mäklararvode
Mäklararvode, eller mäklarprovision, är den monetära ersättning som en fastighetsmäklare erhåller för att förmedla bostäder och andra fastigheter. Mäklararvodet betalas vanligen som en procentuell del av försäljningspriset, ett fast belopp eller en kombination därav.

## Mäklararvode i Sverige
I Sverige gäller fri prissättning för mäklararvoden, vilket innebär att det inte finns någon övre eller nedre gräns för hur mycket en mäklare kan ta ut i provision. Dock regleras nivåerna till viss del inom ett ramverk av lagstiftning och yrkesetikett som säger att arvodet ska vara rimligt i relation till uppdragets omfattning och förenligt med god fastighetsmäklarsed. Enligt jämförelsetjänsten ligger det genomsnittliga mäklararvodet i Sverige idag på omkring 2,9 % eller cirka 66 000 kronor.

### Hur fungerar mäklararvode
Vilken typ av mäklararvode som används, eventuell procentsats, övrig ersättning och betalningsvillkor ska anges i uppdragsavtalet för det aktuella förmedlingsuppdraget. Mäklararvodet är vanligtvis baserat på en del av köpeskillingen och betalas inte ut till mäklaren förrän förmedlingsuppdraget är slutfört och överlåtelsen har skett. Mäklaren har bara rätt till provision om fastigheten blir såld, och endast under förutsättning att samtliga försäljningsvillkor är uppfyllda. Därutöver kan ersättning utgå för ackumulerade kostnader om detta finns angivet i avtalet. Är uppdragsavtalet tecknat med ensamrätt har mäklaren rätt till provision under hela ensamrättstiden, även om köparen inte har anvisats av denne. Säljs fastigheten efter att ensamrättstiden har löpt ut har mäklaren endast rätt till provision om denne bevisligen har anvisat köparen. Detta gäller även efter att förmedlingsuppdraget har avslutats eller sagts upp.
Har mäklaren misskött sitt uppdrag kan rätten till betalning påverkas, exempelvis genom sänkt provision. Tvister som rör mäklararvoden prövas av Fastighetsmarknadens reklamationsnämnd (FRN).
Vad som ingår i mäklararvodet beror på förmedlingsuppdraget och kan variera mycket mellan olika fastighetsmäklare, men vanliga kostnadspunkter inkluderar värdering, marknadsföring och visning av fastigheten, samt juridisk rådgivning kring försäljningen, hantering av budgivningen, kontraktsskrivning och deklarationshjälp.

## Olika typer av mäklararvoden
Det finns flera olika typer av mäklararvoden som fungerar på lite olika sätt. De tre vanligaste beräkningsmodellerna är rörligt (procentbaserat) arvode, arvodestrappa och fast mäklararvode.

### Procentarvode
Rörligt mäklararvode, eller provision, beräknas enligt en förutbestämd procentsats av det totala försäljningspriset. Procentsatsen bestäms individuellt, men brukar ligga på mellan 1,5 och 7 procent beroende på fastighetens uppskattade värde, samt vad som ingår i arvodet.

### Arvodestrappa
Trappmodellen innebär att mäklarprovisionen beräknas i ett eller flera steg med olika procentsatser. Exempelvis en lägre procentsats upp till en viss summa och därefter en högre procentsats på resterande del av försäljningsbeloppet. Ett annat alternativ är att mäklaren erhåller ett fast grundarvode upp till ett specificerat försäljningsbelopp, och sedan en viss procentsats på allt som överstiger den gränsen.

### Fast mäklararvode
Vid fast arvode avtalas ett specifikt belopp i kronor och den i förväg fastställda summan gäller då för hela förmedlingsuppdraget, oavsett vad det slutgiltiga försäljningspriset blir.

### Övrig ersättning
Utöver provisionen kan mäklaren även få ersättning för särskilda utgifter som denne har haft under uppdragstiden. Sådan ersättning ska i regel betalas även om fastigheten inte blir såld. En skriftlig överenskommelse om detta ska i så fall finnas med i uppdragsavtalet.

## Belopp och procentsatser
Det finns inga reglerade beloppsnivåer eller fastställda procentsatser för mäklararvoden. Det är upp till mäklaren och uppdragsgivaren att komma överens om vilken arvodesmodell, belopp och/eller procentsats som ska användas. Om ingenting har avtalats blir arvodet per automatik provisionsbaserat. Mäklarens ersättning ska då enligt svensk Fastighetsmäklarlag beräknas enligt en viss procent på köpeskillingen. Ingen procentsats finns specificerad i lagen, men beloppet bör vara skäligt enligt god fastighetsmäklarsed. I Sverige är det Fastighetsmäklarinspektionen (FMI) som utövar tillsyn och kontrollerar att mäklarna verkar inom lagens och sedens ramar.